# 롤링 셔터

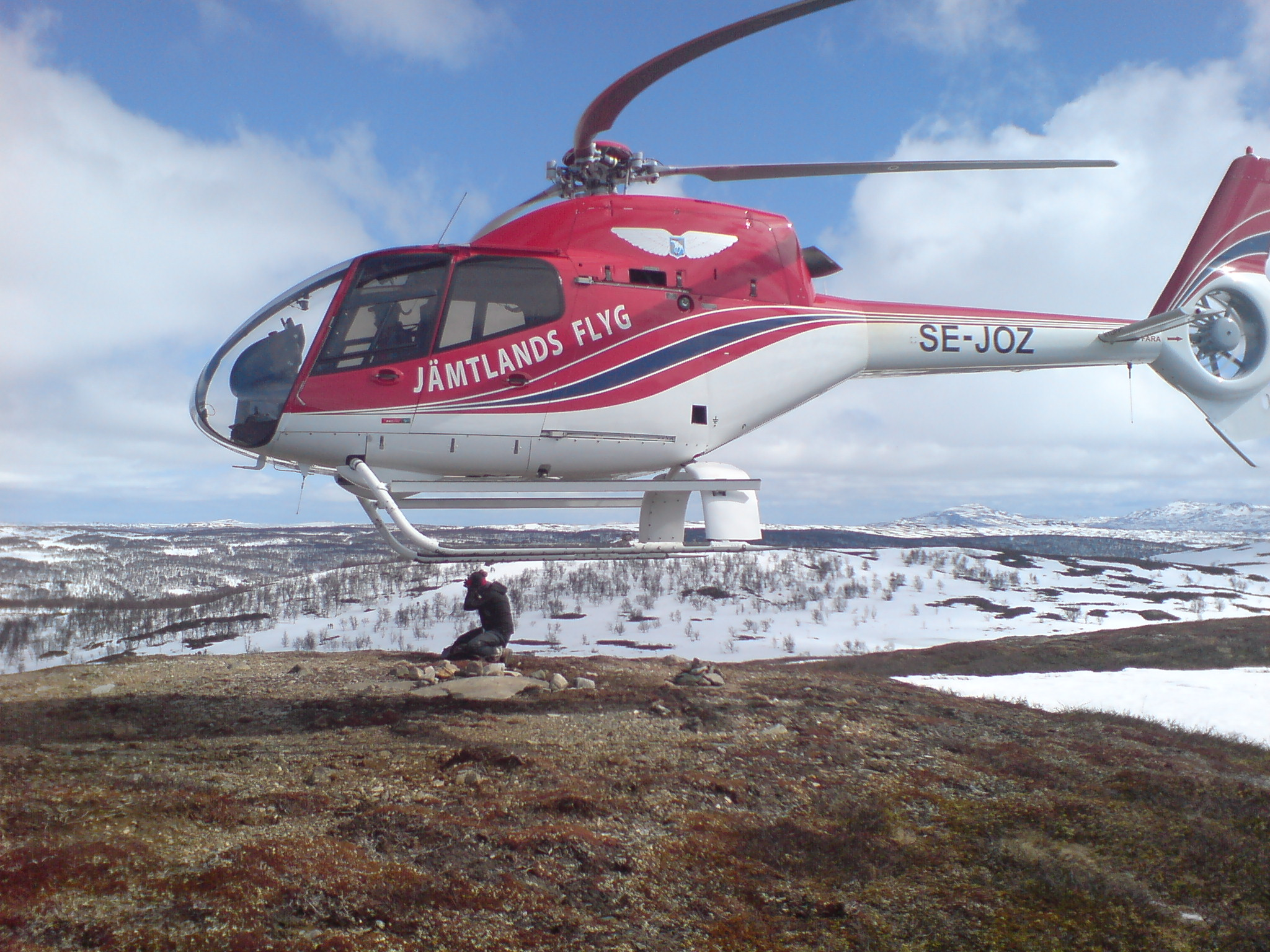
유로콥터 EC-120의 사진. 롤링 셔터 효과로 인해 날개가 보통보다 뒤집혀 보인다.

회전하는 프로펠러와 이동하는 차에 대한 롤링 셔터 효과 시뮬레이션
[ (SMIL 애니메이션을 보려면 클릭)]

롤링 셔터(rolling shutter)는 정적인 사진(스틸 카메라에서)이나 동영상의 개별 프레임(비디오 카메라에서)이 한 번에 하나의 전체 화면 스냅샷으로 찍히는 것이 아닌, 수평으로나 수직으로 빠르게 씬을 주사함으로써 상이 포착되는 현상을 말한다. 즉, 장면의 이미지의 모든 부분이 정확히 즉각적으로 촬영되지 않은 것이다.
(그러나 재생 시에는 마치 전체 프레임이 한 번에 캡처된 것처럼 씬의 전체 이미지가 한 번에 표시된다.) 이로 인하여 빠르게 움직이는 물체나 빠른 불빛 깜빡임의 예측 가능한 왜곡을 만들어낸다. 이 용어의 반의어는 전체 프레임을 한 번에 포착하는 것을 의미하는 글로벌 셔터(global shutter)이다.
"롤링 셔터"는 기계식이거나 전자식일 수 있다. 이 방식의 장점은 이미지 센서가 습득 과정 중에 양자(photon)를 계속 가져올 수 있으므로 민감도가 효율적으로 향상된다. 이는 CMOS 센서를 사용하는 수많은 디지털 스틸 및 비디오 카메라에서 볼 수 있다. 이 효과는 극심하게 움직이는 환경이나 빠른 불빛 깜빡임에서 가장 잘 눈에 띈다. 일부 CMOS 센서가 글로벌 셔터를 사용하기도 하지만, 소비자 시장에서 볼 수 있는 대부분 제품은 롤링 셔터를 사용하고 있다.
CCD(charge-coupled devices)는 CMOS 센서의 대안으로서 일반적으로 더 민감하며 더 값이 비싸다. CCD 기반 카메라는 글로벌 셔터를 주로 사용하는데, 한 번에 하나의 스냅샷을 찍기 때문에 롤링 셔터에 의해 발생되는 왜곡 문제로부터 자유롭다.

## 왜곡 효과

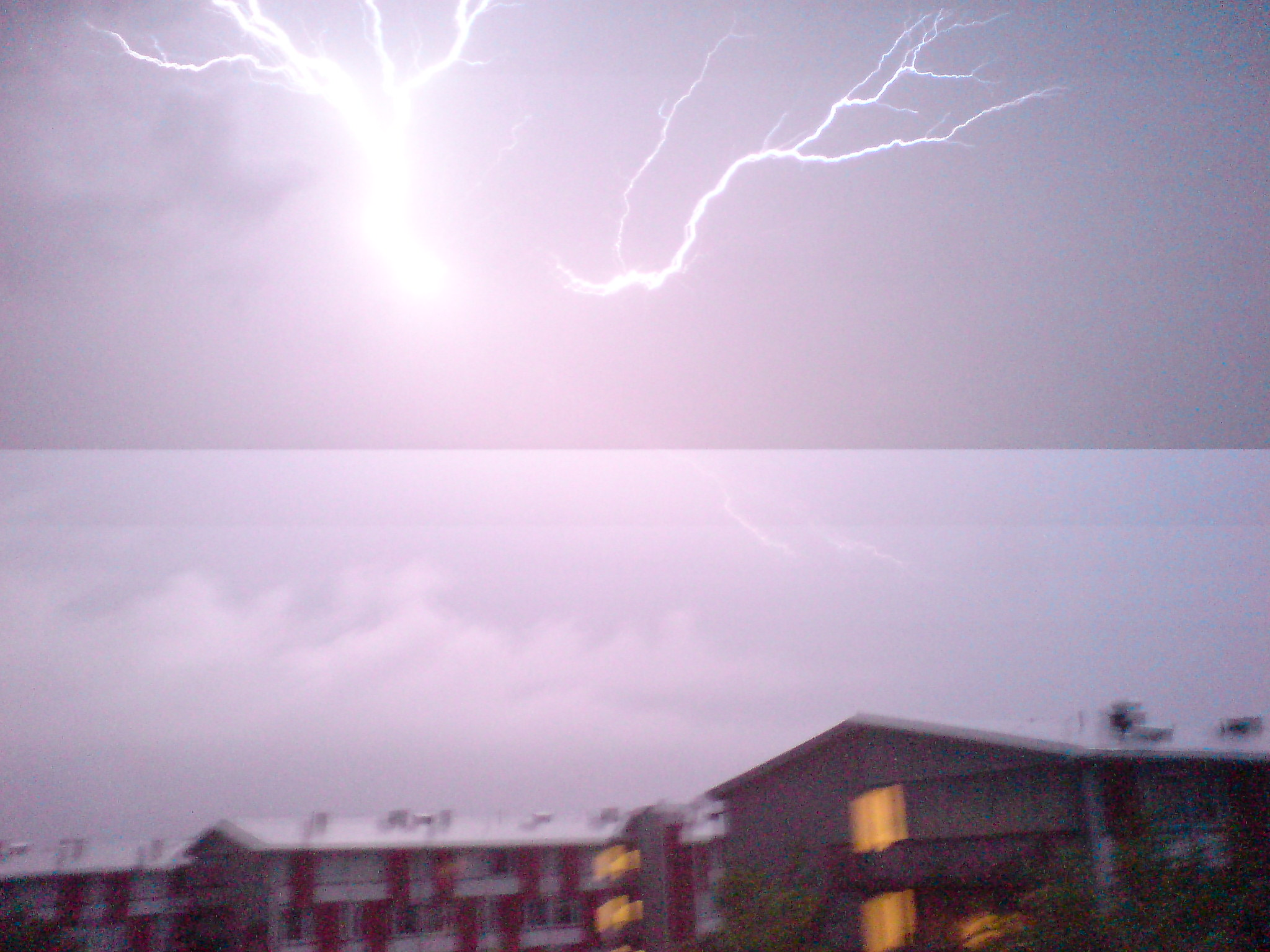
부분 노출을 보여주는 사진. 사진의 위아래 부분의 노출 간에 광조건의 변화가 발생하였다.

롤링 셔터는 다음과 같은 효과를 일으킬 수 있다:
- 워블(Wobble). 이 현상("젤로 효과", jello effect라고도 함)은 카메라를 손으로 잡고 원거리를 촬영하거나 움직이는 차량에서 촬영할 때 등의 카메라가 흔들릴 때 발생한다. 롤링 셔터는 이미지를 부자연스럽게 흔들리게 만든다.
- 스큐(Skew). 카메라나 물체나 한 쪽에서 다른 쪽으로 이동하면 이미지가 대각선으로 한 방향이나 다른 방향으로 굽으며, 수차례 이미지의 다른 부분을 노출시킨다. 스큐는 상기에 기술된 워블 현상의 사소한 징후이다.
- 공간 에일리어싱(Spatial aliasing). 수평으로 인접한 픽셀은 카메라나 물체의 움직임이 너무 빠를 때 양자화 이론 위반으로 양자화된다. 한 예로 빠르게 회전하는 프로펠러의 이미징을 들 수 있다. 카메라에 의해 프레임이 읽히는 속도와 동일하거나 거의 동등한 프로펠러 회전에 의해 각 날의 스미어(smear)가 밸상한다. 시계 방향으로 회전하는 팬에 대해 수직으로 관찰되는 왼쪽의 날은 평상시보다 더 가늘게 보이는 반면, 오른쪽의 날은 더 두껍게 보이며 가운데에 연결되어 있지 않은 것처럼 보일 수도 있다.
- 템포럴 에일리어싱(Temporal aliasing, 부분 노출 포함). 카메라 플래시가 노출 시간의 일부 동안에만 반짝이면 플래시 조명은 주어진 프레임의 일부 줄의 픽셀에만 존재할 수 있다. 이를테면 사진의 상단 1/3은 플래시에 의해 밝게 빛나는 반면, 사진의 하단 2/3은 어둡고 빛이 없어 보이는데 이는 CMOS의 해당 부분이 시퀀스 처리되는 시점에 플래시가 꺼졌기 때문이다. 프레임의 두 명확한 부분 간의 차이는 낯설어 보일 수 있다. 비슷한 문제는 형광등, 스트로브 효과, 조명, 또 매우 빠른 움직임이나 매우 빠른 불빛 버스트가, CMOS 칩이 프레임을 연속으로 기록하는 시간 중에 나타난다.

## 같이 보기
- 마차 바퀴 현상